# Бомштейн, Борис Юрьевич
Бори́с Ю́рьевич Бомште́йн (27 апреля 1938, Москва — 2013, там же) — советский и российский художник-живописец, сценограф

, заслуженный художник РФ.

## Биография
Борис Бомштейн родился 27 апреля 1938 года в Москве. Член Союза художников России. Член Международного Художественного фонда. Работал в стиле примитивизм.
В 1963 году с отличием окончил Московское театральное художественно-техническое училище. Начинал свою трудовую деятельность как театральный художник в Московском театре юного зрителя, потом работал в мастерских театра им. Моссовета, в театре Ленком. Своим главным учителем считал Юрия Георгиевича Ряжского (брата живописца Георгия Ряжского), который преподавал в ТХТУ рисунок и живопись.
В 1972 году окончил Московское высшее художественно-промышленное училище. С 1980 года участник многих всесоюзных, республиканских и московских выставок Союза Художников СССР в рамках секции «Художники театра, кино и телевидения», персональных выставок в России и за рубежом.
В 1997 году открылась персональная выставка в Центральном Доме художника, его работы зазвучали в полный голос, появились статьи в прессе.
1 апреля 2013 года открылась его выставка в доме и мемориальном музее писателя Н. В. Гоголя под названием «Н. В. Гоголь. Персонажи и характеры». Более четверти века работал Борис Юрьевич над темами произведений Гоголя.
Работы Бориса Бомштейна хранят собрания Государственного музея изобразительных искусств им. А. С. Пушкина, Государственного Литературного музея, Государственного музея искусства народов Востока, Театрального музея им. А. А. Бахрушина, Музея истории города Москвы, Государственного историко-архитектурного и художественного музея «Новый Иерусалим», Музея Марка Шагала в Витебске, галереи Frangulian (Париж), многих других музеев и частных коллекций в России и за рубежом.

#### Персональные выставки
- 1985 — редакция журнала «Декоративное искусство СССР», Москва.
- 1987 — выставочный зал Бабушкинского района, Москва.
- 1995 — галерея «Варшавка», Москва.
- 1997 — Центральный Дом Художника, Москва.
- 1998 — галерея «Ковчег», Москва.
- 2000 — «Сюжеты разных лет». Е. Ревяков, Б. Бомштейн, выставочный зал «На Солянке», Москва.
- 2000 — «Отец и сын». Б. Бомштейн, С. Бомштейн, МЕКПО, Москва.
- 2000 — «Слои», галерея «L», Москва.
- 2001 — литературно-художественный клуб «Домик Чехова», Москва.
- 2001 — галерея «РусАрта», Москва.
- 2002 — «Н. В. Гоголь. Фантомы и люди», центральная библиотека им. Н. В. Гоголя.
- 2002 — «Созвучие времен». Государственный Литературный Музей, Москва.
- 2003 — музейно-выставочный комплекс «ЭСКО», Москва.
- 2003 — выставка совместно с Сергеем Бомштейном. Галерея А3, Москва.
- 2006 — Государственный Литературный Музей, Москва.
- 2007 — выставочный зал «Дом Широкова», Павловский Посад.
- 2007 — галерея «Эстер», МЕОД, Москва.
- 2015 — «Время, назад», галерея открытый клуб, Москва
- 2016 — «Шар. Конус. Куб» галерея открытый клуб, Москва

#### Групповые выставки
- 1992 — «Диаспора II», ЦДХ, Москва.
- 1992 — Выставка московских художников театра, кино и телевидения, ЦДХ, Москва.
- 1992 — «Голоса», галерея «Новый Ковчег», Москва.
- 1993 — Восьмая выставка произведений художников России, ЦВЗ «Манеж», Москва.
- 1996 — «Голоса», галерея «Новый Ковчег», ЦДХ, Москва.
- 1998 — «Израиль глазами российских художников», ЦДХ, Москва.
- 1999 — проект «В гости к Марку Шагалу», галерея «Новый Ковчег», Московский Международный Художественный Салон, ЦДХ, Москва.
- 2000 — «К столетию Соломона Михоэлса», галерея «Новый Ковчег», Москва.
- 2002 — выставка «Альбом „Еврейские праздники“». Галерея «Муха», Москва.
- 2002 — 70 лет МОСХа. ЦВЗ «Манеж», Москва.
- 2003 — International Art Biennale Malta 2003. Галерея А3, Москва.
- 2004 — «Мы». Российские евреи XX века в произведениях московских художников, Выставка посвящена 90-летию ДЖОЙНТа в России. Галерея на Солянке, Москва.
- 2004 — «Эпизоды судьбы» из коллекции А.Миронова, Галерея А3, Москва.
- 2004 — «Портрет художника в интерьере. Часть 2», галерея «Новый Эрмитаж», Москва.
- 2007 — «Из коллекции А. Зарипова», галерея «Новый Эрмитаж», Москва.
- 2007 — «Современное искусство в собрании И. Стежка», выставочный зал журнала «Наше наследие», Москва.
- 2007 — «Ориентализм в творчестве московских художников», клуб «Творческие среды», ЦДХ, Москва.